# İstanbul Futbol Ligi 1934/35
Die İstanbul Futbol Ligi 1934/35 war die 21. ausgetragene Saison der İstanbul Futbol Ligi. Meister wurde zum sechsten Mal Fenerbahçe Istanbul.
Fenerbahçe Istanbul und Galatasaray Istanbul beendeten die Saison punktgleich, weshalb es zu einem Endspiel kam. Am 8. März 1935 endete das Finale nach 120. Minuten 0:0 und die Partie musste erneut ausgetragen werden. Das zweite Finale gewann Fenerbahçe durch ein Tor von Niyazi Sel mit 1:0.

## Abschlusstabelle
Punktesystem
Sieg: 3 Punkte, Unentschieden: 2 Punkte, Niederlage: ein Punkt
| Pl. | Verein               | Sp. | S | U | N  | Tore    | Diff. | Punkte |
| --- | -------------------- | --- | - | - | -- | ------- | ----- | ------ |
| 1.  | Fenerbahçe Istanbul  | 12  | 9 | 1 | 2  | 050:150 | +35   | 31     |
| 2.  | Galatasaray Istanbul | 12  | 9 | 1 | 2  | 035:900 | +26   | 31     |
| 3.  | Beşiktaş Istanbul    | 12  | 8 | 1 | 3  | 031:120 | +19   | 29     |
| 4.  | İstanbulspor         | 12  | 5 | 2 | 5  | 018:190 | −1    | 24     |
| 5.  | Vefa Istanbul        | 12  | 4 | 1 | 7  | 025:230 | +2    | 21     |
| 6.  | Beykozspor           | 12  | 2 | 2 | 8  | 018:520 | −34   | 18     |
| 7.  | Süleymaniye          | 12  | 0 | 2 | 10 | 004:510 | −47   | 14     |

## Kreuztabelle
Die Kreuztabelle stellt die Ergebnisse aller Spiele dieser Saison dar. Die Heimmannschaft ist in der linken Spalte, die Gastmannschaft in der oberen Zeile aufgelistet.
| 1934/35              | Fenerbahçe Istanbul | Galatasaray Istanbul | Beşiktaş Istanbul | İstanbulspor | Vefa Istanbul | Beykozspor | SUM  |
| -------------------- | ------------------- | -------------------- | ----------------- | ------------ | ------------- | ---------- | ---- |
| Fenerbahçe Istanbul  |                     | 0:0                  | 4:2               | 5:1          | 4:1           | 9:1        | 9:0  |
| Galatasaray Istanbul | 4:0                 |                      | 0:2               | 4:2          | 2:1           | 5:1        | 10:0 |
| Beşiktaş Istanbul    | 0:1                 | 2:1                  |                   | 2:0          | 4:2           | 9:1        | 1:1  |
| İstanbulspor         | 2:4                 | 0:1                  | 1:0               |              | 1:1           | 5:0        | 1:0  |
| Vefa Istanbul        | 2:1                 | 0:1                  | 1:3               | 1:2          |               | 5:1        | 7:1  |
| Beykozspor           | 2:10                | 1:3                  | 0:4               | 1:1          | 2:0           |            | 7:0  |
| Süleymaniye          | 0:3                 | 0:4                  | 0:2               | 0:2          | 1:4           | 1:1        |      |

## Meisterschaftsfinale

### Hinspiel
| Galatasaray Istanbul                                   | Galatasaray Istanbul | Fenerbahçe Istanbul | Fenerbahçe Istanbul |
| ------------------------------------------------------ | --- | --- | ------------------- |
| Galatasaray Istanbul                                   | \| Finale (Hinspiel) \| \| 8. März 1935 um 15:00 Uhr in Istanbul (Taksim-Stadion) \| \| Ergebnis: 0:0 n. V. \| \| Schiedsrichter: Şazi Tezcan \| \| Spielbericht \|                                     | \| Finale (Hinspiel) \| \| 8. März 1935 um 15:00 Uhr in Istanbul (Taksim-Stadion) \| \| Ergebnis: 0:0 n. V. \| \| Schiedsrichter: Şazi Tezcan \| \| Spielbericht \|                               | Fenerbahçe Istanbul |
| Galatasaray Istanbul                                   | Avni Kurgan – Osman Alyanak, Lütfü Aksoy, İbrahim Tusder, Suavi Atasagun, Fahir Bekdik, Fazıl Özkaptan, Adnan Bindal, Münevver Epirden, Danyal Vuran, Necdet Cici Cheftrainer: Syd Puddefoot ( England) | Bedii Yazıcı – Fazıl Arzık, Yaşar Alpaslan, Esat Kaner, Ali Rıza Tansı, Cevat Seyit, Fikret Arıcan, Namık Erbay, Niyazi Sel, Muzaffer Çizer, Şaban Topkanlı Cheftrainer: James Donnelly ( Irland) | Fenerbahçe Istanbul |
| Finale (Hinspiel)                                      | | |                     |
| 8. März 1935 um 15:00 Uhr in Istanbul (Taksim-Stadion) | | |                     |
| Ergebnis: 0:0 n. V.                                    | | |                     |
| Schiedsrichter: Şazi Tezcan                            | | |                     |
| Spielbericht                                           | | |                     |

### Rückspiel
| Fenerbahçe Istanbul                          | Fenerbahçe Istanbul | Galatasaray Istanbul | Galatasaray Istanbul |
| -------------------------------------------- | --- | --- | -------------------- |
| Fenerbahçe Istanbul                          | \| Finale (Rückspiel) \| \| 15. März 1935 in Istanbul (Fenerbahçe Stadı) \| \| Ergebnis: 1:0 n. V. \| \| Schiedsrichter: Şazi Tezcan \| \| Spielbericht \|                                        | \| Finale (Rückspiel) \| \| 15. März 1935 in Istanbul (Fenerbahçe Stadı) \| \| Ergebnis: 1:0 n. V. \| \| Schiedsrichter: Şazi Tezcan \| \| Spielbericht \|                                              | Galatasaray Istanbul |
| Fenerbahçe Istanbul                          | Bedii Yazıcı – Fazıl Arzık, Yaşar Alpaslan, Esat Kaner, Ali Rıza Tansı, Cevat Seyit, Fikret Arıcan, Namık Erbay, Niyazi Sel, Muzaffer Çizer, Şaban Topkanlı Cheftrainer: James Donnelly ( Irland) | Avni Kurgan – Osman Alyanak, Lütfü Aksoy, İbrahim Tusder, Suavi Atasagun, Fahir Bekdik, Fazıl Özkaptan, Adnan Bindal, Münevver Epirden, Danyal Vuran, Necdet Cici Cheftrainer: Syd Puddefoot ( England) | Galatasaray Istanbul |
| Fenerbahçe Istanbul                          | 1:0 Niyazi Sel (105.) | | Galatasaray Istanbul |
| Fenerbahçe Istanbul                          | Durch den Sieg qualifizierten sie sich für die Türkiye Futbol Şampiyonası 1935. | | Galatasaray Istanbul |
| Finale (Rückspiel)                           | | |                      |
| 15. März 1935 in Istanbul (Fenerbahçe Stadı) | | |                      |
| Ergebnis: 1:0 n. V.                          | | |                      |
| Schiedsrichter: Şazi Tezcan                  | | |                      |
| Spielbericht                                 | | |                      |

## Die Meistermannschaft von Fenerbahçe Istanbul
| 1. | Fenerbahçe Istanbul |
|    | - Tor: Hüsamettin Böke (7/–); Bedii Yazıcı (6/–) - Abwehr: Yaşar Alpaslan (13/–); Lebip Elmas (1/–); Fazıl Arzık (12/–) - Mittelfeld: Esat Kaner (13/1); Mehmet Reşat Nayır (7/–); Cevat Seyit (7/–); Ali Rıza Tansı (13/1) - Angriff: Niyazi Sel (13/4); Muzaffer Çizer (13/12); Fikret Arıcan (13/11); Şaban Topkanlı (12/6); Namık Erbay (11/13); Naci Bastoncu (2/–) - Trainer: James Donnelly ( Irland) |